# Symphonie no 2 de Joseph Haydn
Pour les articles homonymes, voir Symphonie no 2.
La Symphonie no 2 en do majeur Hob. I:2 est une symphonie du compositeur autrichien Joseph Haydn, composée entre 1757 et 1761.

## Analyse de l'œuvre
La symphonie comporte trois mouvements:
1. Allegro
2. Andante
3. Presto

Durée approximative : 8 minutes.

## Instrumentation
- deux hautbois, un basson, deux cors, cordes, continuo